# 백성기
백성기(白聖基, 1949년 3월 30일 ~)는 포항공대 (포스텍) 명예 교수이며, 제5대 포항공과대학교 총장으로 재직했다 (2007~2011).  전임총장은 박찬모(전 대통령 과학기술특별보좌관)이다. 대통령 직속 기관인 국가교육과학기술자문회의 과학기술분야 위원장을 맡았고 교육부 구조개혁위원장및 프라임평가위원장을 역임했다.  .

## 학력
- 경기고등학교
- 1971년 : 서울대학교 금속공학과 학사
- 1981년 : 코넬 대학교 대학원 재료공학 박사

## 약력
1949년 수원에서 태어나 경기고등학교와 1971년 서울대학교 금속공학과에서 학사학위를 받았다. 1974년부터 1976년까지 한국과학기술연구소(KIST) 연구원으로 재직했으며, 1981년 미국 코넬 대학교에서 재료공학 박사학위를 취득했다.
1983년까지 같은 대학에서 박사 후 연구원으로, 이후 1986년까지 미국 오크리지 국립연구소(Oak Ridge National Laboratory)에서 연구원으로 근무했다.
1986년 포항공과대학교 교수로 부임한 그는 이후 재료공학과(현 신소재공학과) 주임교수(1987~1988), 부총장(1998~2000), 포항가속기연구소 소장(2000~2004), 등 대학 내 주요 보직을 두루 맡았으며 포스텍 총장을 역임했다 (2007~2011).

## 학술 활동
- 한국세라믹학회: 평생회원, 회장(2009 - ), 평의원, 이사, 대구경북지부장, 수석편집위원장 역임
- 미국세라믹학회, 회원(1981- ), Fellow(1999 - )
- 미국재료학회, 회원(1984-), Principal Editor (Journal of Materials Research, 1997- 03)
- World Academy of Ceramics, 회원(1994 - )
- 한국공학한림원, 정회원(2002 - )
- Int’l Advisory Board (1998-2001, 2004- ), International Symp. on Integrated ferroelectrics
- Ceramics International, Editorial Board (2003 - )
- Program Chair, International Symposium on Integrated Ferroelectrics, 2004, 2005.
- Program Chair, 2nd Korea-Slovenia Joint Workshop on Advanced Materials, 2004.
- Chair, 9th International Conf. on Synchrotron Radiation Instrumentation, 2006.
- Co-chair, 6th Korea-Japan Conference on Ferroelectricity, Sendai, 2006
- Chair, 강유전연합심포지움, 무주, 2004, 2005, 2006.

## 주요 연구분야
고기능성 세라믹 재료 개발, 강유전체 나노, 박막재료 개발 및 응용, Microwave 유전재료 개발과 방사광 응용 신소재 개발 및 분석이다.
그는 이 분야에서 150편이 넘는 국제 저널 논문을 발표했으며 13개의 특허를 보유하고 있다. 해당 분야의 우수한 성과를 인정받아 2004년에는 International Symposium on Integrated Ferroelectrics에서 우수공적상을 수상했으며, 1994년에는 한국과학기술단체총연합회(과총)에서 우수논문상을, 1991년에는 한국세라믹학회에서 학술진보상을 수상했다.